# Blastogregarinea
A Blastogregarinea a Gregarinasinán kívüli, közvetlenül a Conoidasidának alárendelt klád, korábbi rendszertanokban Blastogregarinorina néven az Alveolata Apicomplexa törzse Gregarinasina csoportja Eugregarinorida rendjének alrendje, míg Janouškovec  et al. 2019-es tanulmánya szerint az Archigregarinorida rokona.

## Történet
Az alrendet Chatton és Villeneuve írták le 1936-ban a Gregarinasina Eugregarinorida rendjének alrendjeként Blastogregarinorina néven, Simdyanov  et al. 2018-ban módosították leírását molekuláris és morfológiai bizonyítékok alapján, és 18S, 28S és 5,8S rRNS alapján kimutatták, hogy nem a Gregarinasina tagja. Sokáig az Eugregarinorida 3. alrendje volt az Aseptatorina és a Septatorina mellett, de 2019-ben a Gregarinasinától külön csoportba került, míg Janouškovec  et al. szintén 2019-ben kimutatták, hogy a Blastogregarinea az Archigregarinorida közeli rokona: például a Siedleckia a Selenidium pygospionis rokona.

## Genetika
A PREX plasztiszpolimeráz-komplexhez bakteriálishoz hasonló IspH és HemH génjei a Digyalummal, a bakteriálishoz hasonló FabG gén a Colpodellalesszel közös eredetű. Plasztiszkódolt rpoC2 génje a Coccidiához és a Gregarinasinához hasnolóan kettévált.
Rendelkezik elágazóláncúketosav-dehidrogenázzal (BCKDH), mely a piruvát-dehidrogenázt váltotta fel az Apicomplexában. Glicinbontó rendszere és elektrontranszportlánca teljes.

## Rendszertan
2 nemzetsége ismert, a Siedleckia és a Chattonaria. A Selenidium lehet az a nemzetség, melyből kifejlődött.

## Morfológia
Az Aseptatorinához hasonlóan mukronja van. Siklás nélkül mozog szilárd szubsztráton, míg folyadékban ingaszerű, csavarodó mozgást mutat.
Az Apicomplexa számos ősi jellemzője, például a mizocitózis és az apikoplasztisz fennmaradt benne.
Hímivarsejtje sejtmagjai 2 kinetoszómához kapcsolódnak.

## Életciklus
Életciklusában nem történik szizigium. Gamontái egyszerűek, nem tagoltak: nincs elkülönülő protomerit és deutomerit.
Anizogám, vagyis gamontái eltérő méretűek. Gamogónia is ismert benne a bélfalhoz tapadó gamontákkal. Ivarsejtjei a gamontákról csíráznak. Gametociszta- vagy sporocisztaszakasza nincs, helyette 10–16 csupasz sporocisztát termel.
A zigóta osztódásával 10–16 oociszta, azok osztódásakor ugyanennyi sporozoita keletkezik.
Női oogóniája a női merogamonta elülső részéből történő folyamatos makrogaméta-csírázásból áll, míg a hím gamogónia során a többmagvú mikrogametocita vagy mikrogametoblaszt csírázását kis, feltehetően kétostorú hímivarsejtekké való disszociáció követi.

## Ökológia
Amellett, hogy parazita klád, saját parazitái is ismertek, például a Metchnikovellea csoport egy 3. kládját (a Metchnikovellidae és az Amphiacanthidae mellett) 2022-ben kimutatták Mihailov  et al. Ízeltlábúakat, például szöcskéket fertőz.
Soksertéjűek parazitáit tartalmazza.

## Fordítás
Ez a szócikk részben vagy egészben  a   Blastogregarinorina című angol Wikipédia-szócikk ezen változatának fordításán alapul.  Az eredeti cikk szerkesztőit annak laptörténete sorolja fel. Ez a jelzés csupán a megfogalmazás eredetét és a szerzői jogokat jelzi, nem szolgál a cikkben szereplő információk forrásmegjelöléseként.